# Maglev de Changsha
O Changsha Maglev Express (chinês tradicional: 長沙磁浮快線, chinês simplificado: 长沙磁浮快线, pinyin: Chángshā cífú kuàixiàn) é uma linha de maglev de média-baixa velocidade em Changsha, China. É a segunda linha maglev da China após o maglev de Xangai, e o primeiro a usar tecnologia chinesa. A linha se estende por 18,6 km conectando o Aeroporto Internacional de Changsha Huang, a estação Langli e a estação ferroviária Sul de Changsha. Os trens tem uma capacidade de 363 passageiros e foram  projetados para atingir velocidades de até 120 km/h, entretanto os trens estão operando com uma velocidade máxima de 100 km/h.
A construção começou em maio de 2014, os testes começaram 26 de dezembro de 2015, as operações comerciais finalmente começaram em 6 de maio de 2016. Desde o início das obras, é estimado que o projeto deve ter recebido um investimento de 4,6 bilhões de yuan.

## Horários de operação
O primeiro trem parte da estação Aeroporto Huanghua ou da estação Sul de Changsha às 7 horas da manhã. O último trem parte da estação Sul de Changsha às 22:00 ou do aeroporto às 22:30. O headway é de 11 minutos e 40 segundos e cada trem demora 10 minutos para completar todo o percurso.

## Galeria

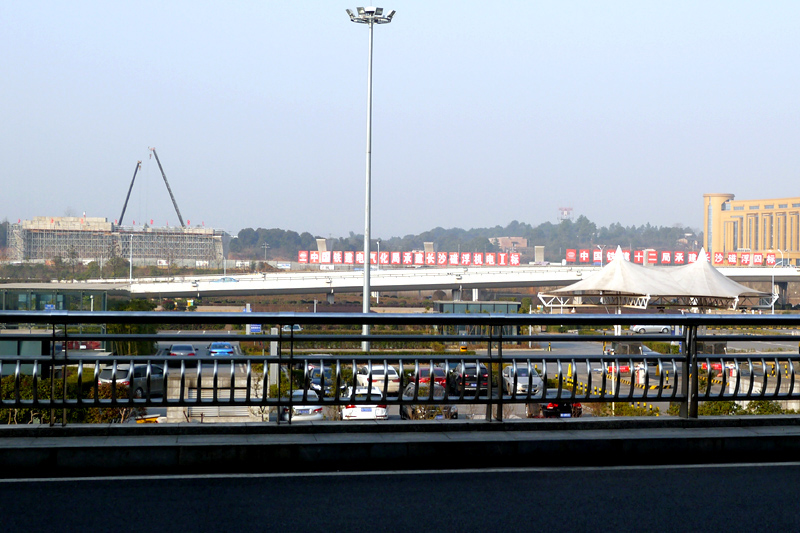
Trilhos maglev em construção em frente ao aeroporto (2015).
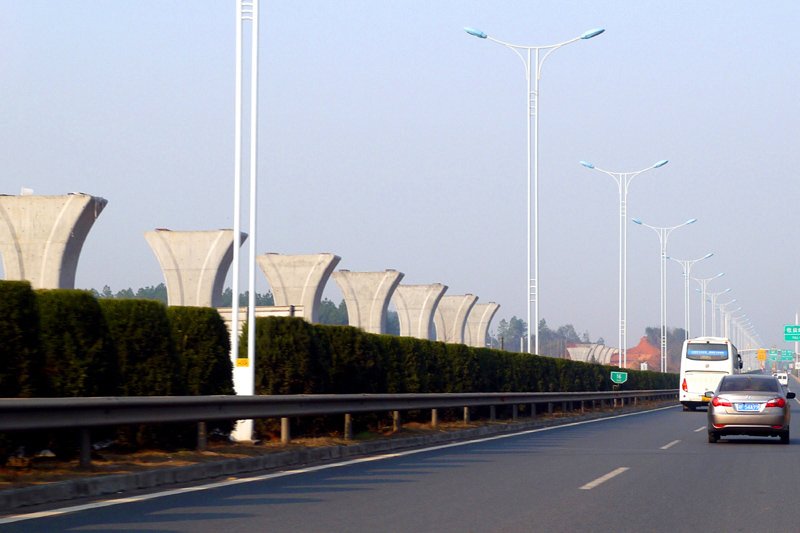
Obras ao longo da rodovia do aeroporto (2015).
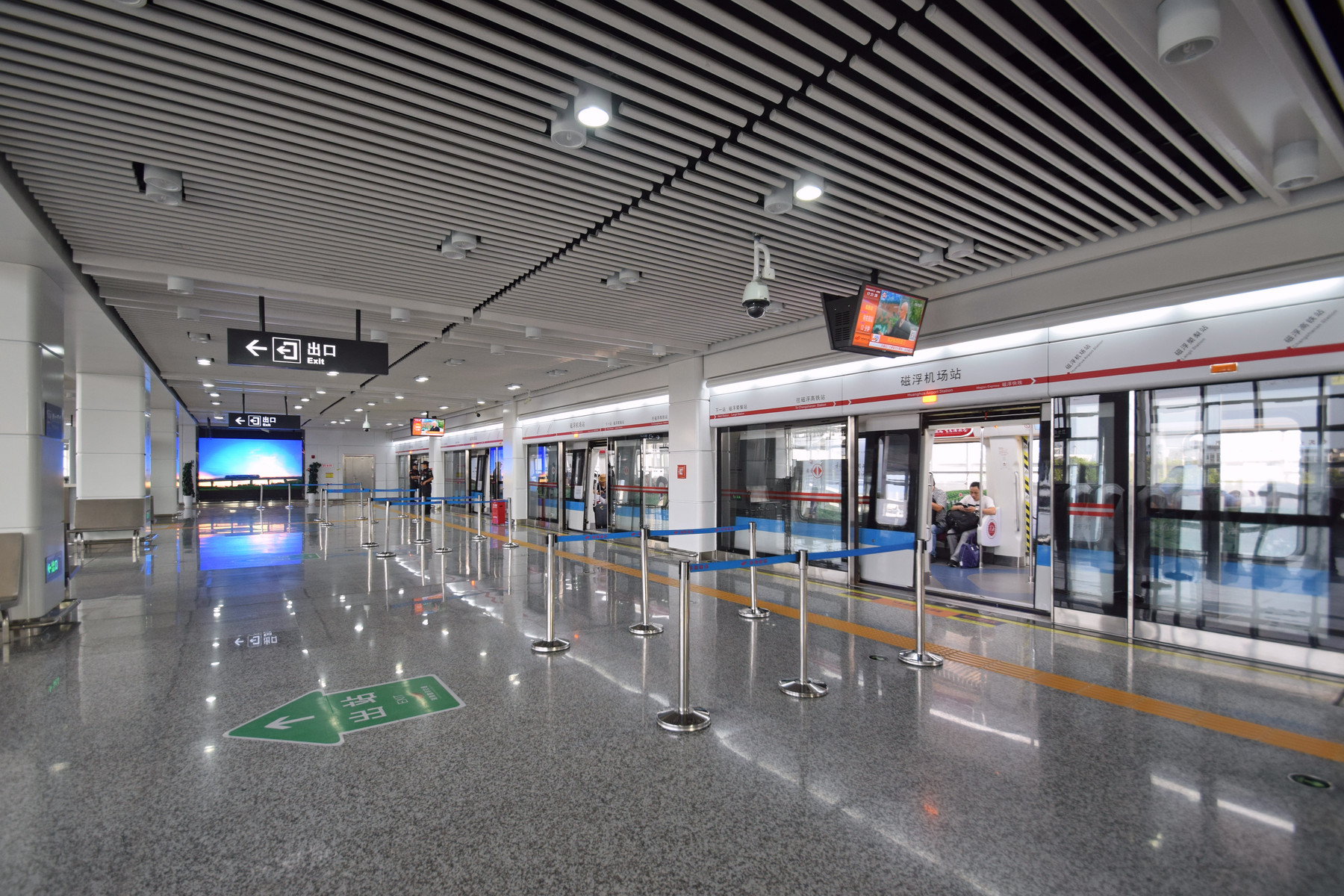
Plataforma na estação do maglev no aeroporto (2016).
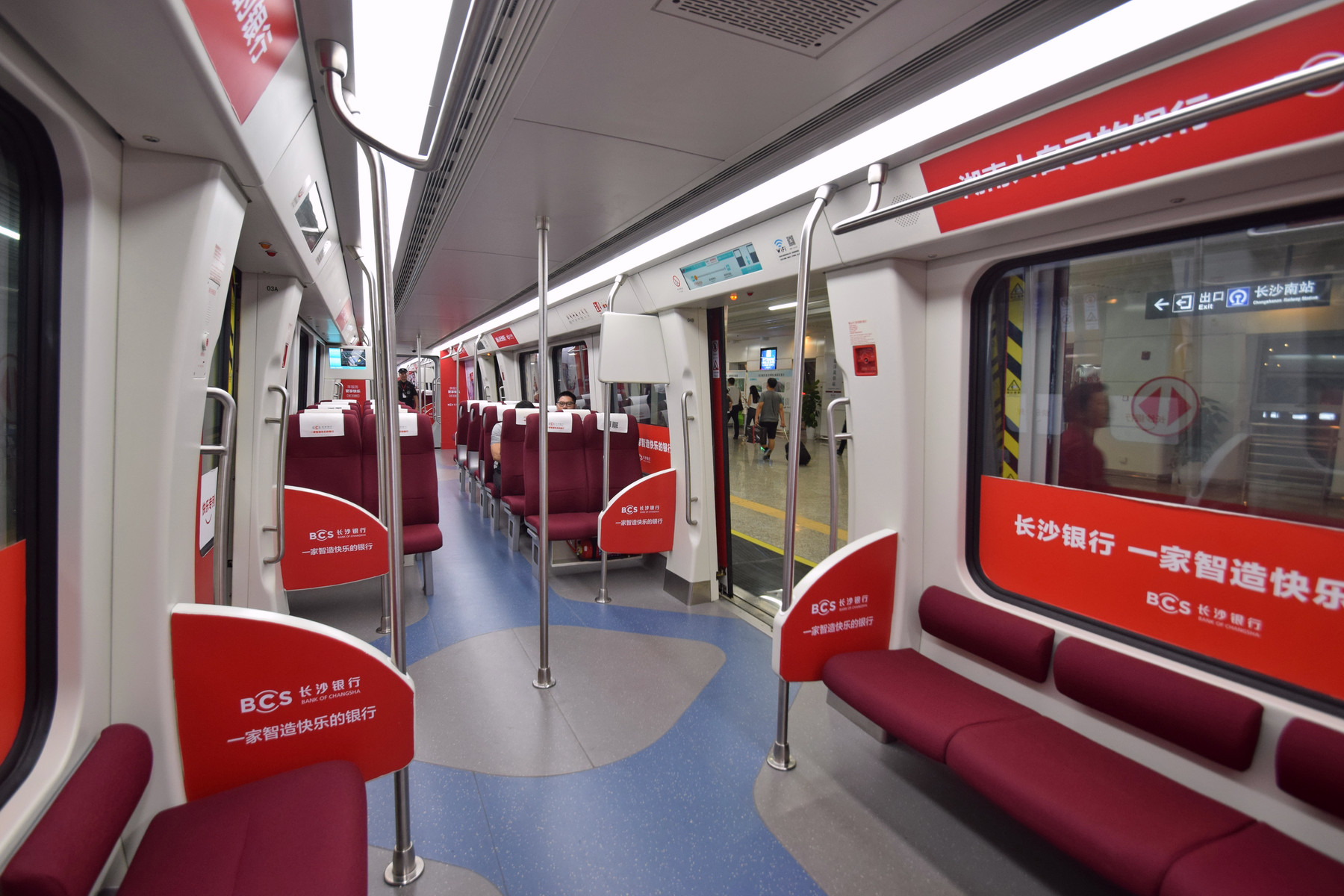
Interior dum trem do maglev de Changsha (2016).